# Ostasiengeschwader

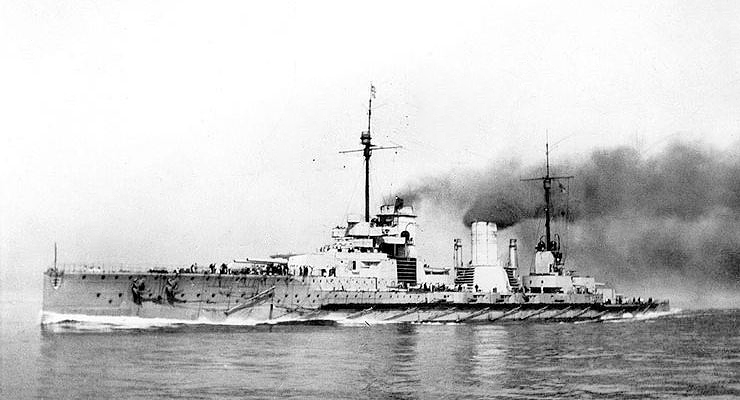
SMS Seydlitz fotografata fra il 1914 ed il 1916

Carta della rotta tenuta dalla Squadra dell'Estremo Oriente nel 1914-1915

La Squadra dell'Estremo Oriente (in tedesco Ostasiengeschwader) era la formazione navale tedesca schierata dalla Kaiserliche Marine nel teatro del Pacifico, comprendente anche unità navali della Confederazione Tedesca del Nord.

## Storia
Creata nel 1859, per i primi quattro decenni la squadra non ebbe una propria base in oriente, ma il 14 novembre 1897 la Germania ottenne in concessione la colonia di Kiautschou in Cina e una base navale fu quindi costruita presso il villaggio di pescatori di Tsingtao.
Allo scoppio della prima guerra mondiale, lo squadrone era al comando dell'ammiraglio Maximilian von Spee. In quel teatro di guerra, però, la superiorità dell'Intesa era schiacciante. Infatti, lo squadrone tedesco si trovava a fronteggiare la Marina imperiale giapponese e la Marina Reale Australiana: per questo fu deciso il trasferimento nell'est Pacifico, eccezion fatta per l'incrociatore Emden, inviato nell'Oceano Indiano.
Il 1º novembre 1914, nella battaglia di Coronel, la squadra entrò in contatto con quella britannica delle Indie Orientali, affondando la Good Hope e la Monmouth. L'avvicinarsi di una seconda formazione inglese, molto superiore in fatto di potenza, spinse von Spee a decidere il ritorno in Germania, passando da Capo Horn. Fu durante il viaggio che, tentando un'incursione contro le isole Falkland, l'8 dicembre, l'Ostasiengeschwader fu intercettata da una squadra di potenti incrociatori britannici incentrata sull'Invincible e sull'Inflexible, di molto superiori in fatto di armamento. Durante la battaglia, l'Ostasiengeschwader fu annientata con la perdita di 2 incrociatori corazzati e 2 incrociatori leggeri, lo stesso ammiraglio von Spee morì nell'affondamento della Scharnhorst così come persero la vita pure due suoi figli, Heinrich a bordo del Gneisenau e Otto a bordo del Nürnberg. Solo l'incrociatore leggero Dresden riuscì a sfuggire all'affondamento, vagando tre mesi nell'Atlantico prima di essere affondato nel corso della battaglia di Más a Tierra, il 14 marzo 1915, data che segna la fine ufficiale dell'Ostasiengeschwader.

## Forze
Elenco delle forze navali dell'Ostasiengeschwader
1859 Commodoro Sundewall
- Corvetta SMS Arcona
- Fregata SMS Thetis
- SMS Frauenlob

1870
- Cannoniera SMS Cyclop

1880
- Cannoniera SMS Iltis

1890
- SMS Cormoran
- SMS Kaiser
- SMS Prinzess Wilhelm

1900  Viceammiraglio Bendemann
- SMS Fürst Bismarck
- SMS Kurfürst Friedrich Wilhelm (venduta all'impero ottomano)
- SMS Weissenburg (venduta all'impero ottomano)
- SMS Wörth
- SMS Brandenburg
- SMS Hansa
- SMS Hertha
- SMS Kaiserin Augusta
- SMS Irene
- SMS Gefion
- SMS Geier
- SMS Seeadler
- SMS Bussard
- SMS Schwalbe
- SMS Hela
- SMS Luchs
- SMS Iltis
- SMS Tiger
- SMS Jaguar
- Torpediniera S 90
- Torpediniera S 91
- Torpediniera S 92
- SMS Gera

1914
- Incrociatore SMS Scharnhorst (affondato alle Falkland)
- Incrociatore SMS Gneisenau (affondato alle Falkland)
- Incrociatore leggero SMS Nürnberg (affondato alle Falkland)
- Incrociatore leggero SMS Leipzig (affondato alle Falkland)
- Incrociatore leggero SMS Dresden (affondato nella battaglia di Más a Tierra il 14 marzo 1915)
- Incrociatore leggero SMS Emden (affondato il 9 novembre 1914 dall'HMAS Sydney

Le seguenti unità erano già state trasferite al momento della battaglia:
- SMS Seydlitz
- SMS Baden
- SMS Santa Isabel
- SMS Prinz Eitel Friedrich